# Weszelovszky László
Weszelovszky László (Pécs, 1981. március 7. –) egyszeres LEN-kupa-győztes magyar vízilabdázó, a 2002–03-as és a 2011–12-es magyar bajnokság gólkirálya. A Szentes játékosa.

## Pályafutása
A Szeged junior csapataiban kezdte a pólót, majd az ezredfordulót követően a felnőttek között is bemutatkozott. A mindössze 21 éves vízilabdázó 2003-ban az alapszakasz gólkirálya lett 53 találattal, azonban Kemény Dénes szövetségi kapitány nem küldött neki meghívót a világbajnokságra készülő keretbe. Úgy vélte, hogy egy budapesti csapatban jobb eséllyel pályázhat a válogatottságot jelentő címeres sapkára, így 2003 júniusában a Ferencvároshoz szerződött.
A 2003–2004-es szezonban 28 gólig jutó átlövő bizonytalannak látta jövőjét a Népligetben, ezért a hatalmas változásokon áteső egri férfi vízilabdacsapatban folytatta a pályafutását. Új csapatával a Magyar Kupa döntőjébe jutott, de a Bitskey Uszodában másfélezer néző előtt rendezett mérkőzésen 9–7-es arányban alulmaradtak a Vasas-Plaket ellenében. Weszelovszky a kezdőcsapatban kapott helyet, gólt azonban nem lőtt.
Miközben az egykori gólkirály egyre kevésbé érezte a bizalmat Egerben, a Ferencváros vezetőségében jelentős változások történtek. Tönköly Zoltán lett a szakosztály új elnöke, a zöld-fehér klub új szponzorokkal kötött szerződést, és egyre több kiváló pólós kötött szóbeli vagy írásbeli egyezséget. Weszelovszky, mivel a bajnoki rájátszást 4. helyen záró Brendon-ZF-Eger sem kívánta megtartani, felbontotta kétéves kontraktusát a heves megyei klubbal, és visszaköltözött a Népligetbe.
A 2005–2006-os szezon vegyesen sikerült. Góljainak köszönhetően a Ferencváros a LEN-kupa elődöntőjéig menetelt, ahol az orosz Szintez Kazany ellen kettős vereséggel búcsúztak, meghívót kapott Kemény Dénestől a Világligára készülő magyar férfi vízilabda-válogatott áprilisi összetartására, később a bajnoki rájátszásban csapatával alulmaradt az ősi rivális Újpest ellenében az 5. helyért folyó párharc során. A hőn áhított válogatottságra azonban továbbra sem került sor.
Bár sokan hittek az Fradi pólócsapatának új vezetőségében, és az új vezetők is mindent megtettek annak érdekében, hogy a klub kievickéljen a pénzügyi nehézségekből, csak az ígérgetések visszhangzottak. A bajnoki 6. helyezett csapat szinte teljesen széthullott, sokan távoztak a Népligetből. Weszelovszkyt bár marasztalta a klub, nem vonzotta a kiesés ellen küzdő fiatal csapat vezéregyéniségének szerepköre, így új reményekkel, az akkor kétszeres olimpiai bajnok Szécsi Zoltánnal és Binder Szabolccsal az olasz RN Camoglihoz szerződött.
2006. szeptember 10-én csatlakozott az apró olasz halászfalu pólócsapatához, és egyéves szerződés keretében kezdte meg a felkészülést. A beilleszkedést az olasz nyelvtudása hiánya nehezítette ugyan, de a gólgyártást ez nem gátolta. A klub tulajdonosa a nyolc közé jutást tűzte ki célul, azonban a legrosszabb rémálmok váltak valóra: az RN Camogli búcsúzott az olasz első osztálytól. Weszelovszky, aki a szezon végére már nagyon rosszul érezte magát a csapatban, kétéves szerződés keretében visszaköltözött Tisza-parti nevelőegyesületéhez.
A magyar bajnokság 2007–2008-as szezonjában 4. helyen zárt a szegedi csapattal, ami LEN-kupa-szereplésre jogosította a Kásás Zoltán vezetőedző irányította legénységet. Míg a bajnokság alapszakaszában rendre a dobogós helyeket ostorozták, a második számú európai kupasorozatban egyre nagyobb lendülettel lépkedtek a döntő felé. A nyolcaddöntőben a kotori Cattaro Akadémia csapata, a negyeddöntőben az újvidéki Vojvodina, az elődöntőben pedig az orosz Szintez Kazany hódolt be – ráadásul Weszelovszky mind az oroszországi 10–10-es eredménnyel zárult odavágón, mind az Újszegedi Sportuszodában rendezett 8–5-ös visszavágón 3–3 gólt dobott. A LEN-kupa fináléjába két olyan csapat jutott, amely még nem nyert nemzetközi trófeát. A Szeged Beton ellenfele a görög Panióniosz volt. A kétezer néző előtt rendezett athéni odavágón Varga Tamás négy, valamint Weszelovszky két góljára Baksa László bravúros védéseinek köszönhetően csak nyolc Panióniosz-találat érdekezett, így a szegedi közélet pezsegve várta a 2009. április 22-i visszavágót. A zsúfolásig megtelt Újszegedi Sportuszodában forrt a medence, a rendes játékidő és a hosszabbítás is kétgólos szegedi előnyt hozott, így a trófeáról az ötméteresek párbaja döntött. Weszelovszky a mérkőzésen három gólt szerzett, és csapattársaihoz hasonlóan az ötméteresek során sem hibázott, így boldogan ünnepelhette a város eddigi legnagyobb vízilabdasikerét.
A mérkőzés után így nyilatkozott:
| „                     | Életem legboldogabb sportnapja! Mindenkinek köszönettel tartozom: csapattársaimnak, edzőknek, vezetőknek, szponzoroknak, és nem utolsósorban a fantasztikus közönségnek. | ” |
| – Weszelovszky László | |   |

A hatalmas siker ellenére a friss LEN-kupa-győztes pólós úgy döntött, hogy harmadszor is a Ferencváros játékosa lesz. A Népligetben töltött újabb két idény alatt egy bajnoki 4., illetve egy bajnoki 6. hellyel gazdagodott, majd az Eger és a Debrecen megkeresését elutasítva a nyolc közé vágyó Szenteshez igazolt. A Szegeden élő pólós döntését azzal indokolta, hogy a két város közötti 50 kilométeres távolság napi szinten könnyen leküzdhető, így többet lehet családjával.
A 2011–12-es idényben 60 találattal újból a magyar élvonal gólkirálya lett, a Kurca-parti egyesülettel pedig a 8. helyen végzett. 2012 nyarán távozott Szentesről, és a Gyöngyösi András vezette Debreceni VSE-vel kötött szerződést.
A 2014-15-ös szezont ismét Szentesen kezdte.

## Sikerei
- Kétszeres magyar gólkirály (2003-ban a Tabán Trafik-Szeged-del, 2012-ben a Kaló-Méh CS&K Szentes-sel)[1][19]
- Egyszeres LEN-kupa-győztes (2009-ben a Szeged Beton-nal)
- Magyar Kupa-döntős (2001 Szeged, 2004-ben az Brendon-ZF-Eger-rel)

## Külső hivatkozás
- Weszelovszky László Archiválva 2010. április 16-i dátummal a Wayback Machine-ben a Magyar Vízilabda-szövetség oldalán